# Kazimierz Adam Naruszewicz
Kazimierz Adam Naruszewicz herbu Wadwicz (ur. 18 października 1730, zm. 4 kwietnia 1803) – polski jezuita, pedagog, wykładowca i rektor Collegium Nobilium jezuitów w Wilnie (1769–1772).

## Życiorys
Syn Józefa, łowczego pińskiego i N. Jankowskiej. Starszy brat Adama Tadeusza, jezuity, biskupa smoleńskiego. Ojciec zmarł w 1743 roku.
Do nowicjatu w zakonie jezuitów wstąpił 20 listopada 1745 w Wilnie. Pracował tam jako wykładowca literatury i matematyki. Zarządzając drukarnią był sekretarzem prowincji litewskiej i rektorem konwiktu szlacheckiego w Wilnie od 1769 roku.
Po kasacie zakonu, został scholastykiem smoleńskim, sekretarzem akademii Wileńskiej i proboszczem w Onikszcie.

## Publikacje
Wydał dzieło Marka Tulliusza Cycerona „O powinnościach wszech stanów ludzi” (przełożone przez Stanisława Koszutskiego), „Księgi o starości” (przełożone przez Beniasza Budnego, druk ukazał się w Wilnie 1593, wyd. 8 ukazało się w 1766).
Oprócz tego wydał „Oratio in studiorum instauratione” (Wilno, 1781)